# Brockway (Wisconsin)
Brockway – miasto w Stanach Zjednoczonych, w stanie Wisconsin, w hrabstwie Jackson.